# Kinto Sol
Kinto Sol är en mexikansk-amerikansk musikgrupp bildad 1999 i Millwakee och bestående av de tre bröderna Skribe, El Chivo och DJ Payback Garcia, ursprungligen från Guanajuato i Mexiko.

## Diskografi
- Kinto Sol (1999)
- Del Norte Al Sur (2000)
- Hecho en México (2003)
- La Sangre Nunca Muere (2005)
- Los Hijos del Maíz (2007)
- Cárcel De Sueños (2009)
- El Último Suspiro (2010)
- Familia, Fe y Patria (2012)
- La Tumba del Alma (2013)
- Protegiendo El Penacho (2015)
- Lo Que No Se Olvida (2016)
- Somos Once (2017)
- Lengua Universal (2018)